# Maximiliano Schonfeld
Maximiliano Schonfeld (* 1982 in Crespo, Provinz Entre Ríos) ist ein argentinischer Filmregisseur und Drehbuchautor.

## Leben
Maximiliano Schonfeld wurde 1982 in Crespo in der Provinz Entre Ríos im Nordosten Argentiniens geboren. Er studierte an der Escuela Nacional de Experimentación y Realización Cinematográfica in Buenos Aires und war Regieassistent von Rodrigo Moreno und Victor Kozakovzky. Er führte bei einzelnen Folgen der Fernsehserien Ander Egg und El Lobo und drei Kurzfilmen Regie, bevor er Jahr 2012 beim Filmfest Hamburg seinen Spielfilmdebüt Germania vorstellte. Sein Film The Black Frost wurde 2016 bei den Internationalen Filmfestspielen Berlin gezeigt. Sein dritter Spielfilm Jesús López, für den er gemeinsam mit der argentinischen Schriftstellerin Selva Almada auch das Drehbuch schrieb, feierte im September 2021 beim San Sebastián Film Festival seine Premiere. Anfang Oktober 2021 wurde auch Jesús López beim Filmfest Hamburg gezeigt.

## Filmografie
- 2007: Entreluces (Kurzfilm)
- 2011: Invernario (Kurzfilm)
- 2012: El Lobo (Fernsehserie)
- 2012: Germania
- 2014: Auster (Dokumentarkurzfilm)
- 2015: The Black Frost (La helada negra)
- 2016: La siesta del tigre (Dokumentarfilm)
- 2021: Jesús López

## Auszeichnungen
Filmfest Hamburg
- 2012: Auszeichnung mit dem Young Talent Award (Germania)

Mar del Plata Film Festival
- 2021: Auszeichnung als Bester lateinamerikanischer Film (Jesús López)[5]

San Sebastián Film Festival
- 2021: Nominierung für den Horizons Award (Jesús López)[4]